# Cyclaamzuur
Cyclaamzuur is een wit, kristallijn poeder met een zuurzoete smaak. Het is 30 tot 50 maal zo zoet als sucrose, afhankelijk van de concentratie.

## Toepassingen
Cyclaamzuur, maar vooral de beter oplosbare natrium- en calciumzouten ervan, worden gebruikt als kunstmatige, laagcalorische zoetstof. Samen worden deze stoffen aangeduid als respectievelijk natriumcyclamaat en calciumcyclamaat. Het gezamenlijk E-nummer voor deze stoffen is E952 en de ADI, uitgedrukt in cyclaamzuur, is 7 mg per kg lichaamsgewicht in de Europese Unie. De JECFA hanteert 11 mg/kg.

## Toxicologie en veiligheid
In sommige landen waaronder de Verenigde Staten is cyclamaat verboden wegens een vermoeden dat het carcinogeen zou zijn. De studie waarop dit vermoeden is gebaseerd dateert uit 1969 en latere studies hebben die niet kunnen bevestigen. Het IARC heeft cyclamaten ingedeeld in Categorie 3 (stoffen die niet kunnen ingedeeld worden naar carcinogeniciteit).